# Ițhak Rabin
Itzhak Rabin (în ebraică יִצְחָק רַבִּין; n. 1 martie 1922, Ierusalim, Palestina sub mandat britanic – d. 4 noiembrie 1995, Tel Aviv, Israel) a fost un militar și om politic israelian, prim-ministru al Israelului în perioadele 3 iunie 1974 - 20 iunie 1977 și 13 iulie 1992 - 4 noiembrie 1995, lider al Partidului Muncii, ministru al apărării, Șeful Marelui Stat Major al armatei israeliene în 1964-1968, inclusiv în  timpul victoriei din Războiul de șase zile (iunie 1967), ambasadorul Israelului în Statele Unite, apoi ministru al muncii. Rabin, împreună cu rivalul sau la conducerea social-democrației israeliene, ministrul de externe Shimon Peres și laolaltă cu conducătorul Organizației pentru Eliberarea Palestinei Yasser Arafat au primit Premiul Nobel pentru pace în urma acordurilor de la Oslo dintre Israel si această organizație palestiniană și a procesului de pace inițiat. Drept consecință a acestor acorduri, mai târziu, Rabin și regele Iordaniei, Hussein au semnat acordul de pace dintre Israel și Iordania. Rabin a fost asasinat la 4 noiembrie 1995 la Tel Aviv, la sfârșitul unui mare miting de sprijin pentru politica sa de pace. Atentatul, care a străfulgerat în mod traumatic opinia publică din Israel, s-a produs în niște ani de sciziune si polemică ascuțită, ucigașul, Igal Amir, fiind un militant evreu naționalist și religios, care făcea parte din elementele radicale din tabăra care s-a opus Acordurilor de la Oslo. 
În anul 1949, având gradul de locotenent-colonel, Rabin a condus provizoriu Armata de Sud a Israelului. În perioada aprilie 1956 - aprilie 1959, generalul Ițhak Rabin a fost comandant al Armatei de Nord a Israelului.